# Between the Stars
Albums de Flyleaf
Who We Are
(2013)
Between the Stars est un album studio de quatorze pistes du groupe de rock américain Flyleaf. Cet album a été réalisé le 16 septembre 2014 chez Loud & Proud Records. Le groupe a financé l'album à l'aide de PledgeMusic. C'est le premier enregistrement du groupe avec Kristen May au chant, remplaçante de la chanteuse originelle Lacey Sturm qui a quitté le groupe en 2012. C'est également le premier album du groupe à avoir été enregistré par le producteur Don Gilmore. L'enregistrement studio a été finalisé à Los Angeles, Californie. Le single "Set Me on Fire" est apparu le 1er juillet 2014 dans le magazine Revolver.
L'album a été vendu à plus de 8 200 copies aux États-Unis au cours de sa première semaine de sortie et s'est positionné à la 33e place au classement Billboard 200.
Le titre de l'album est dérivé d'une phrase de la chanson « Magnetic ».[citation nécessaire]

## Réalisation
Kristen May a déclaré à propos de la réalisation de l'album : « Quand nous avons commencé à écrire cet album, nous avions tous nos propres difficultés. Leur chanteuse était partie, et mon groupe précédent s'était dissous. En tant qu'écrivains, nous n'étions pas vraiment sûrs de savoir où aller. Mais en même temps, nous avions tous besoin de partager nos sentiments d'espoir et nous avions tous le droit à une seconde chance. La Musique est sortie de ces expériences, en nous rapprochant les uns des autres et en persévérant dans les moments de doutes et au travers des épreuves que nous avons vécues au cours de notre vie. Nous nous sommes sentis chez nous dès que nous avons commencé à faire de la musique. »
Elle a également ajouté : "J'espère que c'est un album que les gens pourront écouter durant les années à venir. Nous y avons mis notre cœur et notre âme, et je veux que les gens l'entendent."

## Liste des pistes
Toute la musique est composée par Flyleaf, sauf indication contraire.
| Standard edition | Standard edition                   | Standard edition | Standard edition | Standard edition | Standard edition | Standard edition | Standard edition | Standard edition | Standard edition |
| No               | Titre                              | Durée            |                  |                  |                  |                  |                  |                  |                  |
| ---------------- | ---------------------------------- | ---------------- | ---------------- | ---------------- | ---------------- | ---------------- | ---------------- | ---------------- | ---------------- |
| 1.               | Set Me on Fire                     | 3:37             |                  |                  |                  |                  |                  |                  |                  |
| 2.               | Magnetic                           | 3:41             |                  |                  |                  |                  |                  |                  |                  |
| 3.               | Traitor                            | 2:59             |                  |                  |                  |                  |                  |                  |                  |
| 4.               | Platonic (featuring Bec Hollcraft) | 3:30             |                  |                  |                  |                  |                  |                  |                  |
| 5.               | Head Underwater                    | 2:50             |                  |                  |                  |                  |                  |                  |                  |
| 6.               | Sober Serenade                     | 3:46             |                  |                  |                  |                  |                  |                  |                  |
| 7.               | Thread                             | 2:50             |                  |                  |                  |                  |                  |                  |                  |
| 8.               | Marionette                         | 3:47             |                  |                  |                  |                  |                  |                  |                  |
| 9.               | Well of Lies                       | 4:33             |                  |                  |                  |                  |                  |                  |                  |
| 10.              | City Kids                          | 3:52             |                  |                  |                  |                  |                  |                  |                  |
| 11.              | Blue Roses                         | 3:17             |                  |                  |                  |                  |                  |                  |                  |
| 12.              | Home                               | 2:50             |                  |                  |                  |                  |                  |                  |                  |
| 41:35            |                                    |                  |                  |                  |                  |                  |                  |                  |                  |

| Special edition | Special edition           | Special edition | Special edition | Special edition | Special edition | Special edition | Special edition | Special edition | Special edition |
| No              | Titre                     | Durée           |                 |                 |                 |                 |                 |                 |                 |
| --------------- | ------------------------- | --------------- | --------------- | --------------- | --------------- | --------------- | --------------- | --------------- | --------------- |
| 13.             | Avalanche                 | 3:30            |                 |                 |                 |                 |                 |                 |                 |
| 14.             | Ship of Fools             | 3:07            |                 |                 |                 |                 |                 |                 |                 |
| 15.             | Tied to the Broken (demo) | 3:43            |                 |                 |                 |                 |                 |                 |                 |
| 16.             | City Kids (live)          | 3:46            |                 |                 |                 |                 |                 |                 |                 |
| 55:41           |                           |                 |                 |                 |                 |                 |                 |                 |                 |

| International edition | International edition | International edition | International edition | International edition | International edition | International edition | International edition | International edition | International edition |
| No                    | Titre                 | Durée                 |                       |                       |                       |                       |                       |                       |                       |
| --------------------- | --------------------- | --------------------- | --------------------- | --------------------- | --------------------- | --------------------- | --------------------- | --------------------- | --------------------- |
| 17.                   | The Hunted (bonus)    | 2:47                  |                       |                       |                       |                       |                       |                       |                       |
| 18.                   | The Wedding (bonus)   | 4:11                  |                       |                       |                       |                       |                       |                       |                       |
| 62:44                 |                       |                       |                       |                       |                       |                       |                       |                       |                       |

| Pledge Music edition | Pledge Music edition | Pledge Music edition | Pledge Music edition | Pledge Music edition | Pledge Music edition | Pledge Music edition | Pledge Music edition | Pledge Music edition | Pledge Music edition |
| No                   | Titre                | Durée                |                      |                      |                      |                      |                      |                      |                      |
| -------------------- | -------------------- | -------------------- | -------------------- | -------------------- | -------------------- | -------------------- | -------------------- | -------------------- | -------------------- |
| 17.                  | The Wedding          | 4:11                 |                      |                      |                      |                      |                      |                      |                      |
| 59:57                |                      |                      |                      |                      |                      |                      |                      |                      |                      |

## Membres
| Flyleaf - James Culpepper — batterie, percussions - Jared Hartmann — guitare rythmique - Kristen May — chants (principaux) - Pat Seals — basse, chants (secondaires) - Sameer Bhattacharya — guitare (principale), chants (secondaires), clavier, piano | Autres membres - Produit et mixé par Don Gilmore, Los Angeles - Machiné par Francesco Cameli - Pre-production par Dave Hidek et Mark Lewis - Masterisé par Ted Jensen - Compositeurs additionnels : Dave Bassett, Don Gilmore and Johnny Andrews - Direction artistique et design par Douglas Hale - Photos par Travis Shinn |